# Амір аль-хадж

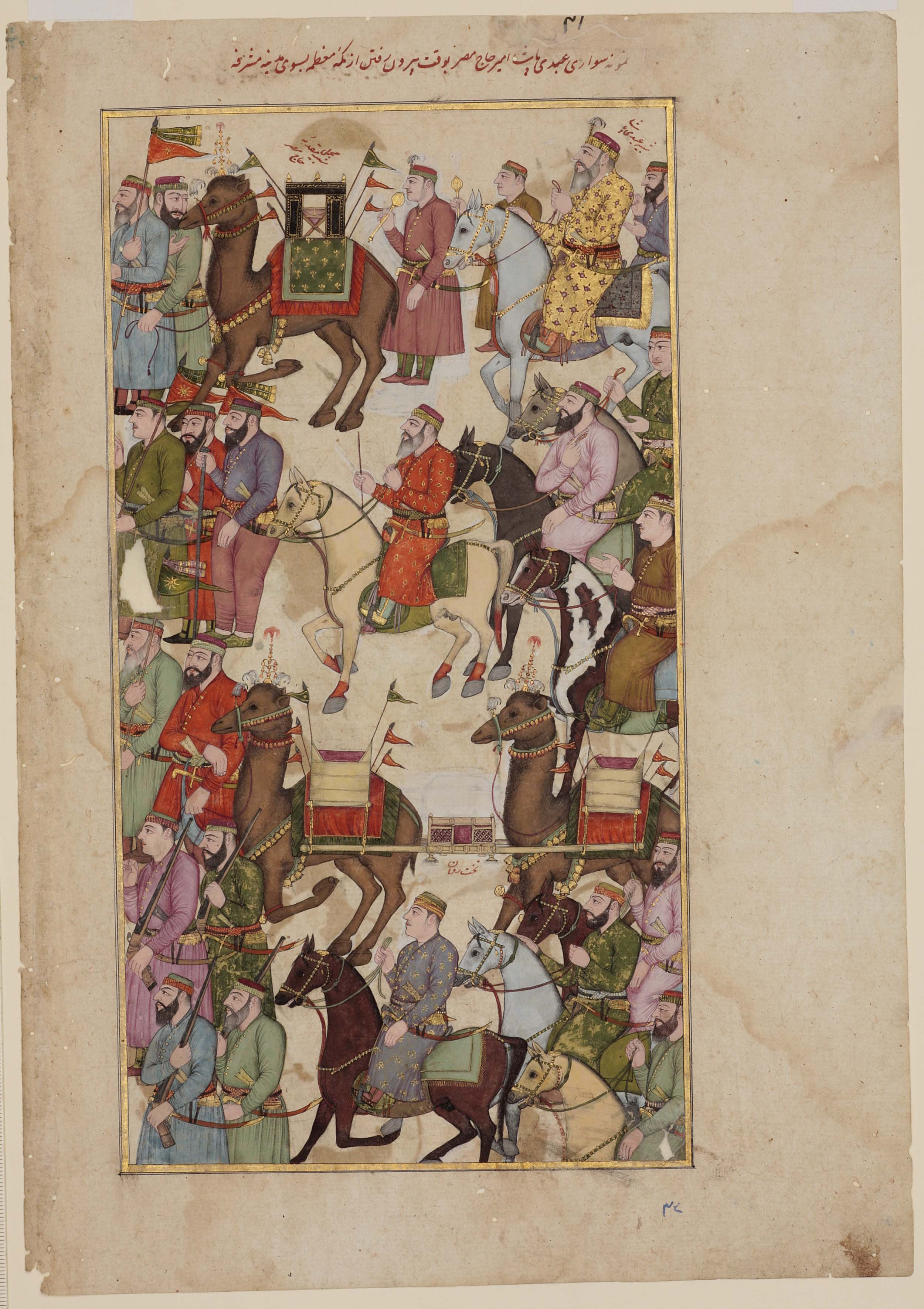
Амір аль-хадж єгипетського каравану паломників

Амір аль-хадж (араб. أمير الحج) — глава мусульман, які здійснюють паломництво в Мекку, керівник каравану паломників.

## Історія
Першим, хто очолив паломництво став Абу-Бакр, який в 631 році був призначений пророком Магометом вести караван з Медіни в Мекку з метою охорони від мекканських многобожників. В 632 році пророк Мухаммед сам очолив «прощальний хадж».
Призначення амірів було прерогативою халіфів. В 688 році через проблеми в результаті загострення політичної обстановки в халіфаті в хаджі брало участь 4 аміри. З XIII століття право призначення аміра аль-хаджу перейшло до мамелюків, і з цього часу амірами стали називати і керівників караванів, які прямували в хадж, який відповідав за безпеку паломницького каравану.
За правління Османів на амірів покладалися важливі доручення, що сприяли посиленню їх впливу в Хіджазі.
З 20-х років XX століття заборонена будь-яка політична діяльність амірів на території Саудівської Аравії. В 1954 році Єгипет замінив звання Аміра аль-хадж на «керівника групи паломників» (раїс Басат аль-хадж) .